# Zweimen
Zweimen ist ein Ortsteil der Stadt Leuna im Saalekreis in Sachsen-Anhalt (Deutschland). Zu Zweimen gehören die Orte Dölkau und Göhren.

## Geografie

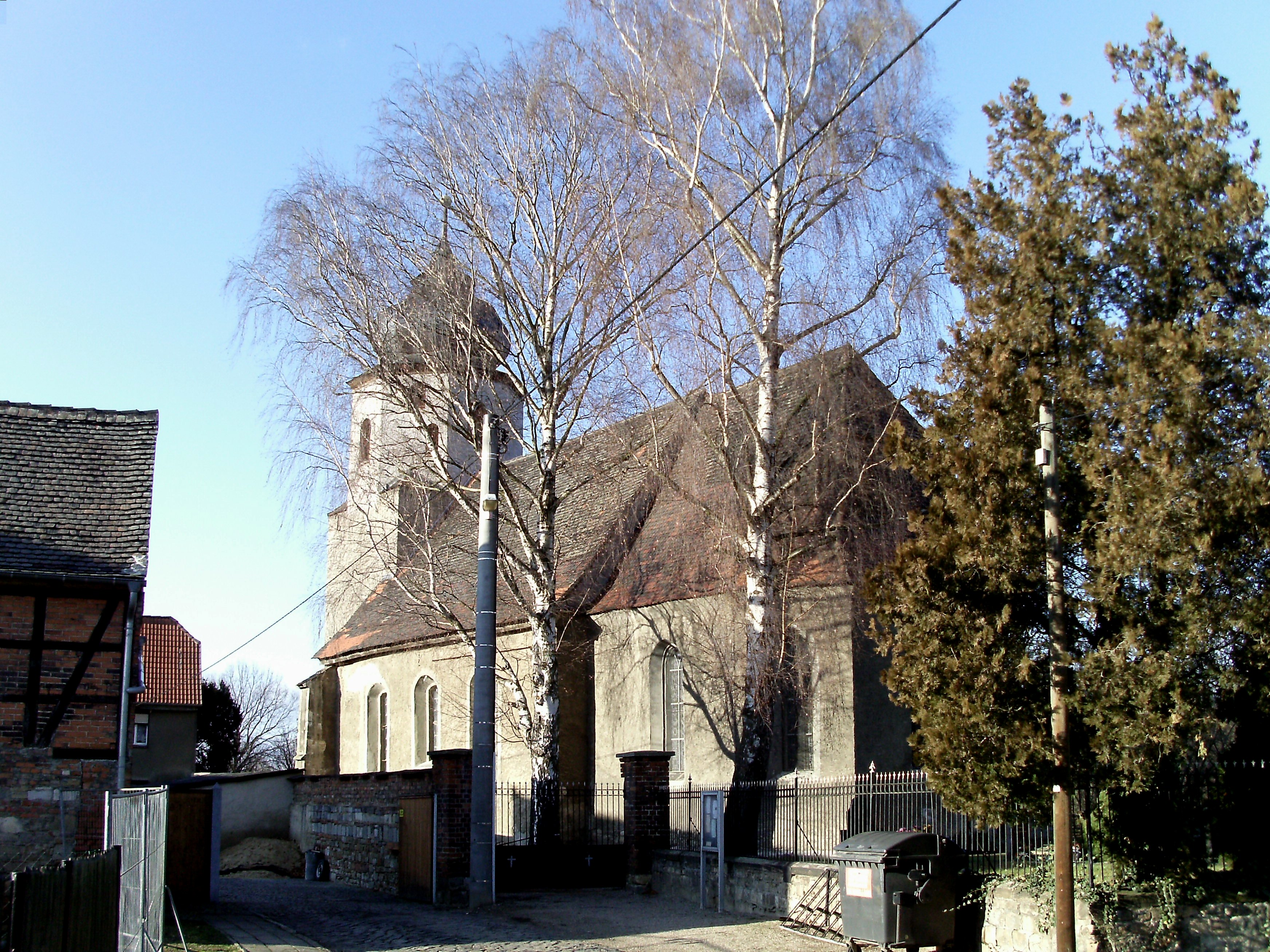
Barbarakirche in Zweimen

Die Gemeinde liegt im Südosten Sachsen-Anhalts an der Luppe. Zweimen ist umgeben von der Elster-Luppe-Aue und liegt am Ökumenischen Pilgerweg, am Goseweg und an der Salzstraße. Südlich von Zweimen liegt der Klinkengraben.

## Geschichte
Zweimen, Dölkau und Göhren gehörten bis 1815 zum hochstiftlich-merseburgischen Amt Schkeuditz, das seit 1561 unter kursächsischer Hoheit stand und zwischen 1656/57 und 1738 zum Sekundogenitur-Fürstentum Sachsen-Merseburg gehörte.
Durch die Beschlüsse des Wiener Kongresses wurden Zweimen, Dölkau und Göhren mit dem Westteil des Amts Schkeuditz im Jahr 1815 an Preußen abgetreten. Bei der politischen Neuordnung Preußens wurden sie 1816 dem Kreis Merseburg im
Regierungsbezirk Merseburg der Provinz Sachsen zugeteilt, zu dem sie bis 1952 gehörten. Am 20. Juli 1950 wurde Dölkau nach Zweimen eingemeindet, zu dem bereits Göhren gehörte.
Bei der Kreisreform in der DDR wurde Zweimen mit seinen Ortsteilen im Jahr 1952 dem Kreis Merseburg im Bezirk Halle zugeteilt, der 1994 im Landkreis Merseburg-Querfurt und 2007 zum Saalekreis kam. Von 2006 bis 2009 gehörte Zweimen zur Verwaltungsgemeinschaft Leuna-Kötzschau. Bis zum 30. Dezember 2009 war Zweimen eine selbständige Gemeinde mit den zugehörigen Ortsteilen Dölkau und Göhren. Am 31. Dezember 2009 wurde Zweimen in die Stadt Leuna eingemeindet. Der letzte Gemeindebürgermeister Zweimens war Helmut Rode. Ortsbürgermeister (Vorsitzender des Ortsvorstands) ist Rüdiger Patsch (AfD), der gleichzeitig auch Vorsitzender der AfD-Fraktion im Stadtrat von Leuna ist und durch NS-Rhetorik auffiel (Stand: 2024).
Das Dölkauer Schloss, einst Sitz der Grafen von Hohenthal, in der DDR-Zeit Kinderheim, wird heute als Eventcenter betrieben.

## Wappen

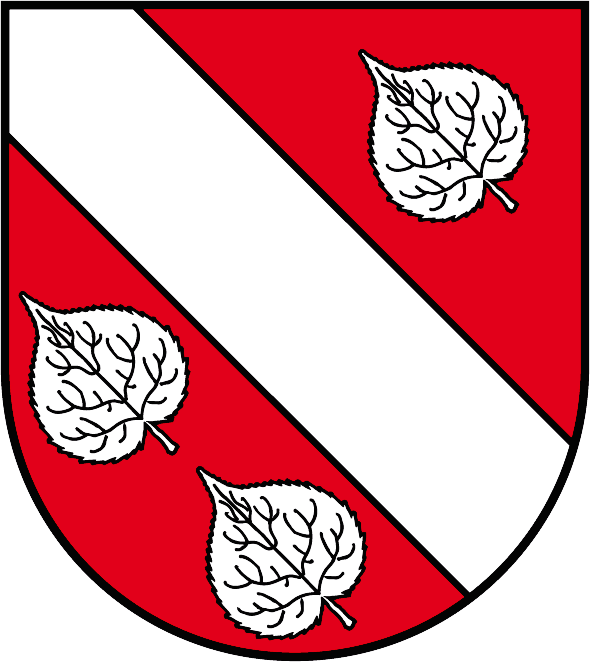
Ortswappen

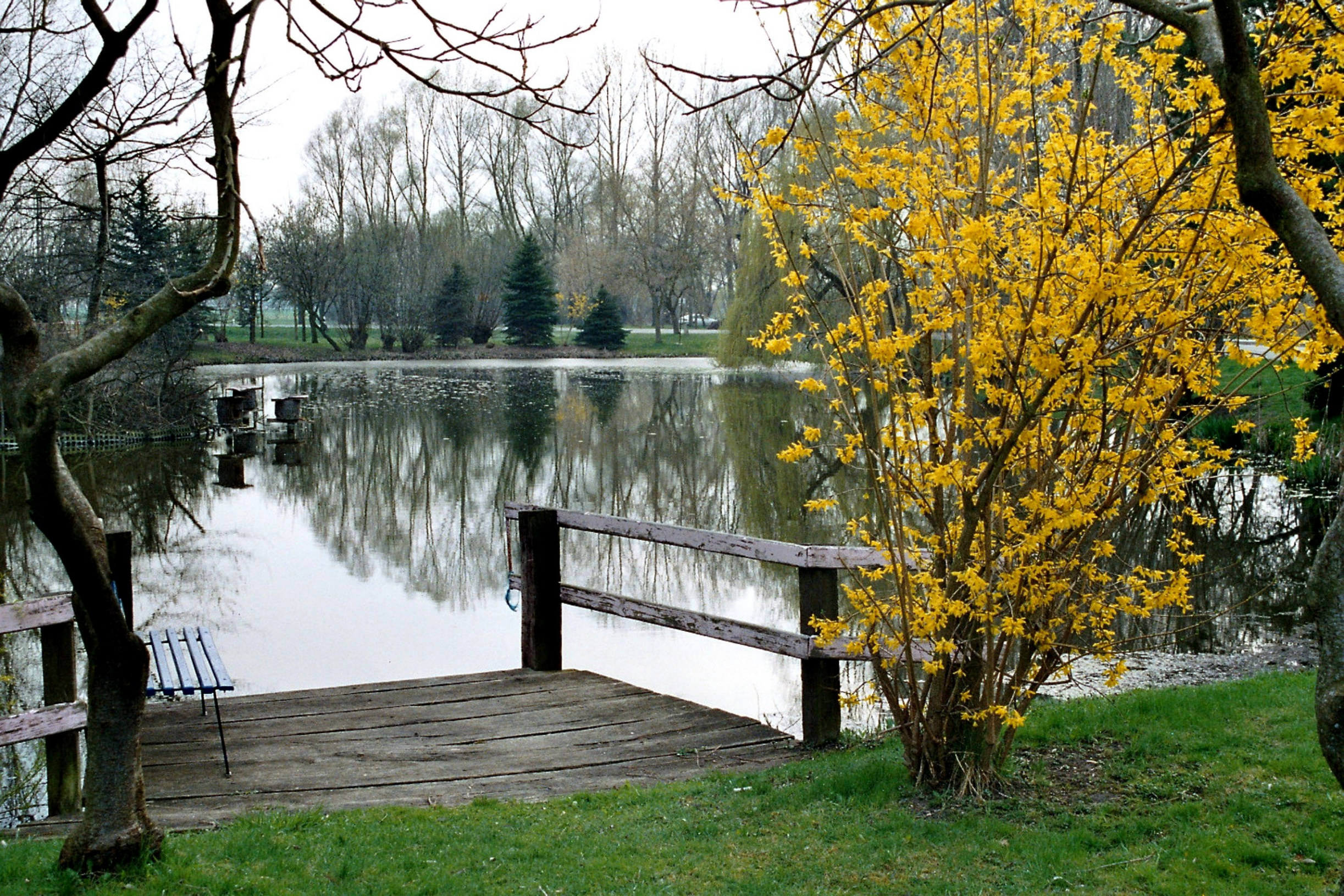
Am Dorfteich in Zweimen

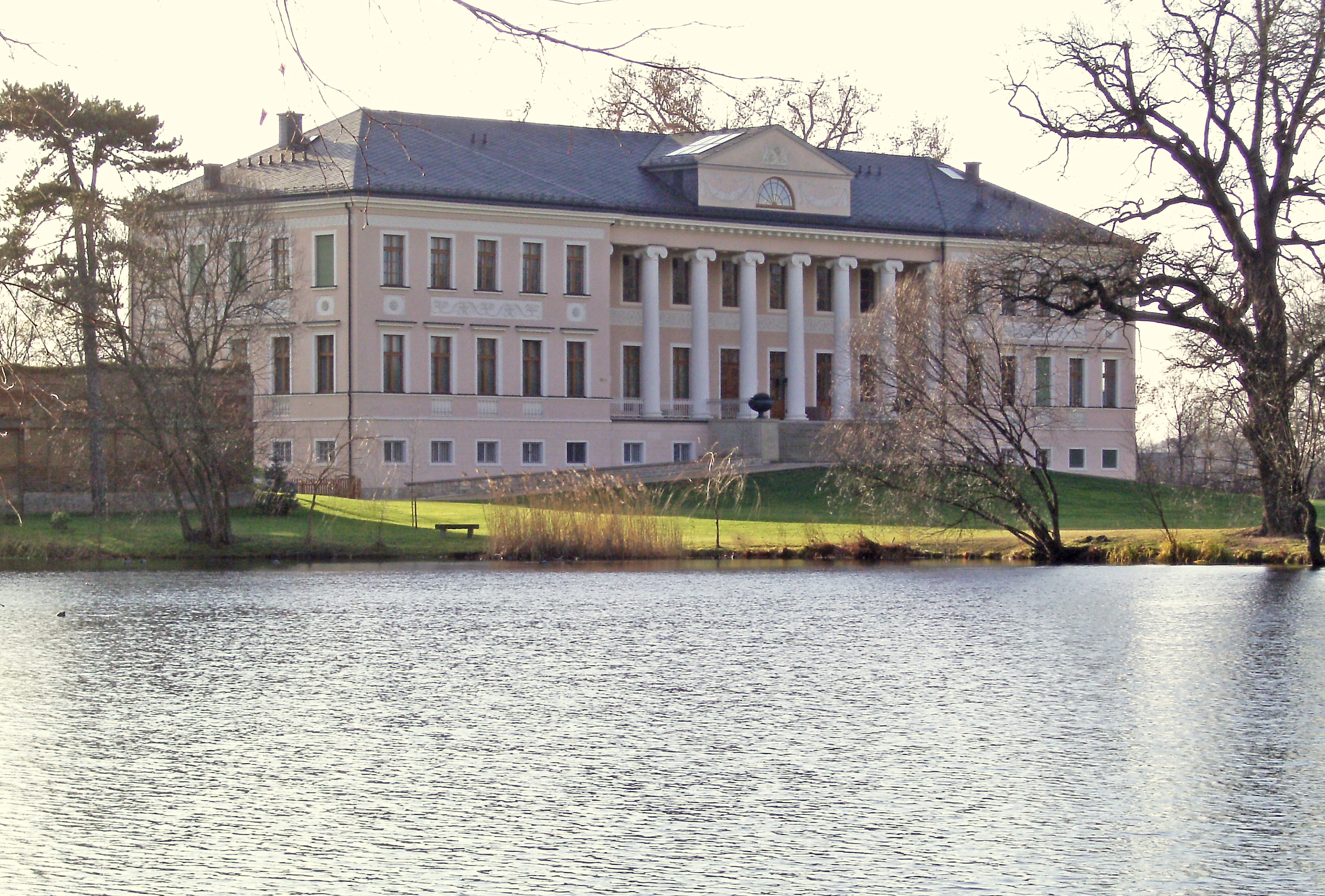
Schloss Dölkau 2011

Blasonierung: „In Rot ein silberner Schrägrechtsbalken, begleitet von silbernen schrägrechten Lindenblättern (1:2).“
Die Gestaltung eines Wappens für die Gemeinde Zweimen wurde vom Gemeinderat im Mai 1995 in Auftrag gegeben, um im Siegel, ggf. auf der Flagge und im sonstigen Gebrauch ein den Regeln der Heraldik entsprechendes und offiziell genehmigtes Wappen als Hoheitszeichen des Ortes zu führen.
Es ist nicht nachweisbar, dass die Gemeinde Zweimen in der Geschichte bisher ein Wappen führte. Es war Beschluss der Gemeinde, das Wappen der erloschenen einst im Ort ansässigen Familie von Zweymen bzw. von Zweimen zu tragen bzw. sich mit dem Ortswappen auf jenes Familienwappen zu beziehen.
Im Falle des Wappens der Familie von Zweymen liegt der verwirrende Umstand vor, dass es identisch war mit dem Wappen derer von Kötschau. Wir erfahren aus dem Siebmacher darüber: „Von Zweymen. Ein in der Adelslexiographie theils gar nicht, theils ganz ungenügend behandelt, altadeliges Geschlecht des Stiftes Merseburg, wo auch sein gleichnamiger Stammsitz liegt. Es war zeitweise, namentlich im 17. Jahrhundert, stark ausgebreitet und nicht unbedeutend, und mehrfach begütert.“ Im Jahre 1290 ist Heinrich vom Zweymen als erster Vorfahre urkundlich bezeugt; im 18. Jahrhundert erlosch die Familie. Das Wappen derer von Zweymen wird beschrieben: „Rot mit silbernem mit drei grünen Lindenblättern aufwärts belegten Schrägrechtsbalken.“ (Siebmacher: Wappenbuch, 6. Band, Ausgestorbener Preußischer Adel, Provinz Sachsen, Nürnberg 1884)
Über die von Kötschau sagt Siebmacher: „In der Adelslexiographie herrscht die grösste Verwirrung in Betreff der Familien von Kötzschau, deren es drei verschiedene im Stift Merseburg gegeben hat... Die Heraldik des Geschlechts ist sehr wechselnd.“
Die Wappenverwandten von Kotzschen oder von Kötschau führten einen silbernen mit drei grünen Lindenblättern aufwärts belegten Schrägrechtsbalken im roten Schild. Der Helm ist gekrönt und mit 10 schwarzen Hahnenfedern besteckt. Die Helmdecken sind Silbern und Rot. Eine Stammesverwandtschaft ist noch nicht belegt.
Da zum Zeitpunkt der Wappenfindung für Zweimen die Gemeinde Kötzschau bereits das o. g. Wappen in seiner Darstellung und Tingierung trägt und eine Doppelung nicht möglich ist, knüpft die Gemeinde Zweimen an den alte Zweymenschen Schild an und verwendet seine Elemente in anderer Anordnung und Tinktur.
Der Magdeburger Kommunalheraldiker Jörg Mantzsch realisierte diesen Auftrag und führte das Wappen ins Genehmigungsverfahren.

## Verkehrsanbindung
Südlich von Zweimen verläuft die Bundesstraße 181 von Merseburg nach Leipzig.